# Abbászi-ház
Az Abbászi-ház egy történelmi épület és egyben múzeum Kásán belvárosában, Iszfahán tartományban, Irán középső részén. Az épület a 18. század során épült egy gazdag üvegkereskedő számára. Mára részben átalakították teaházzá, hagyományos étteremmé, illetve egy kis bolt is helyet kapott az épületben. Hasonló épületek állnak a közelében a kásáni belvárosban, mint, amilyen például a Borudzserdi-ház, az Ámeri-ház és a Tabátabáei-ház.
Az épületben számos belső udvar található, több emelet magas épületszárnyak között, melyeket különböző vakolat díszítések és tükörmozaikok díszítenek. Ablakai helyenként festett ólomüveg ablakok.

## Galéria

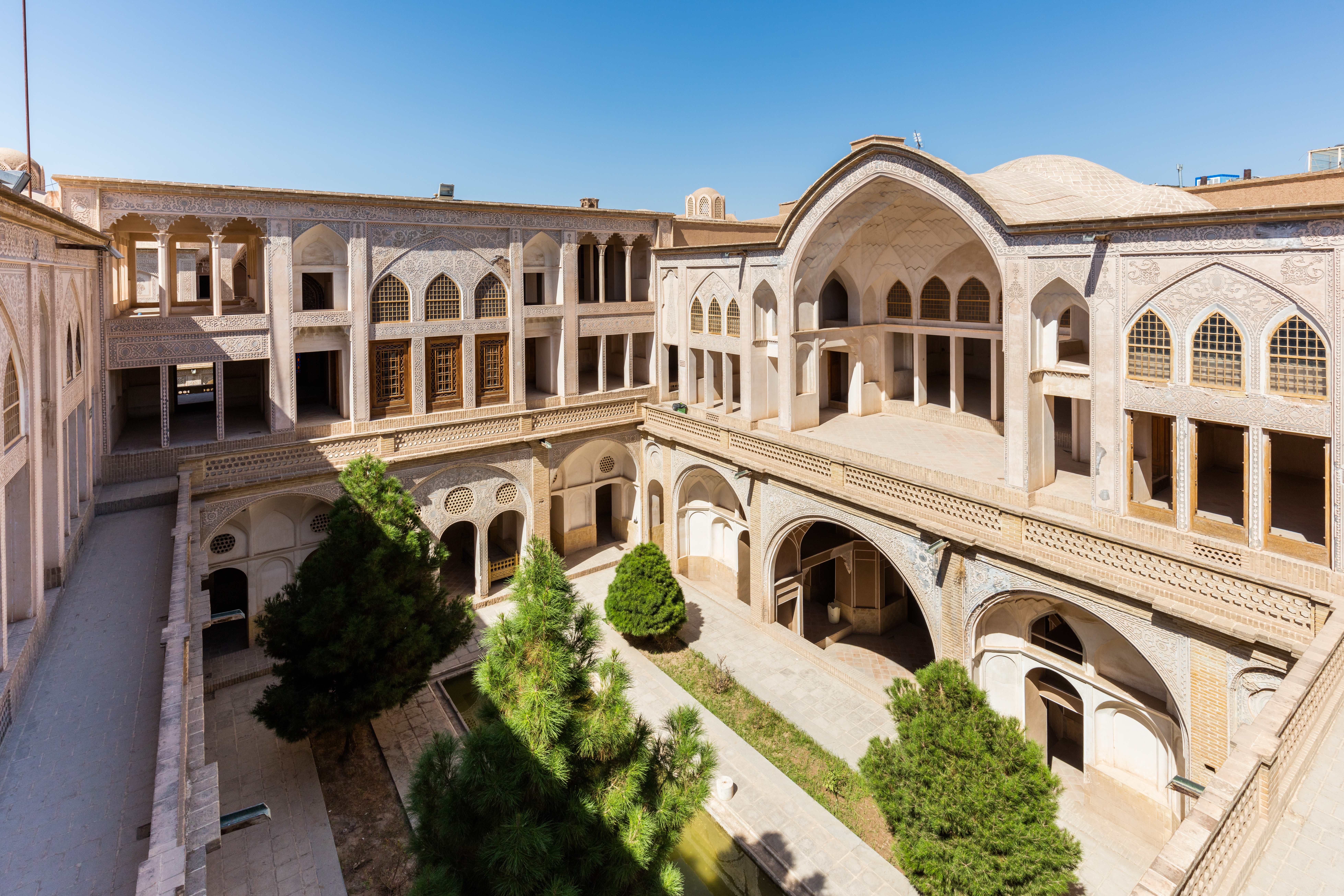
A központi udvar látképe
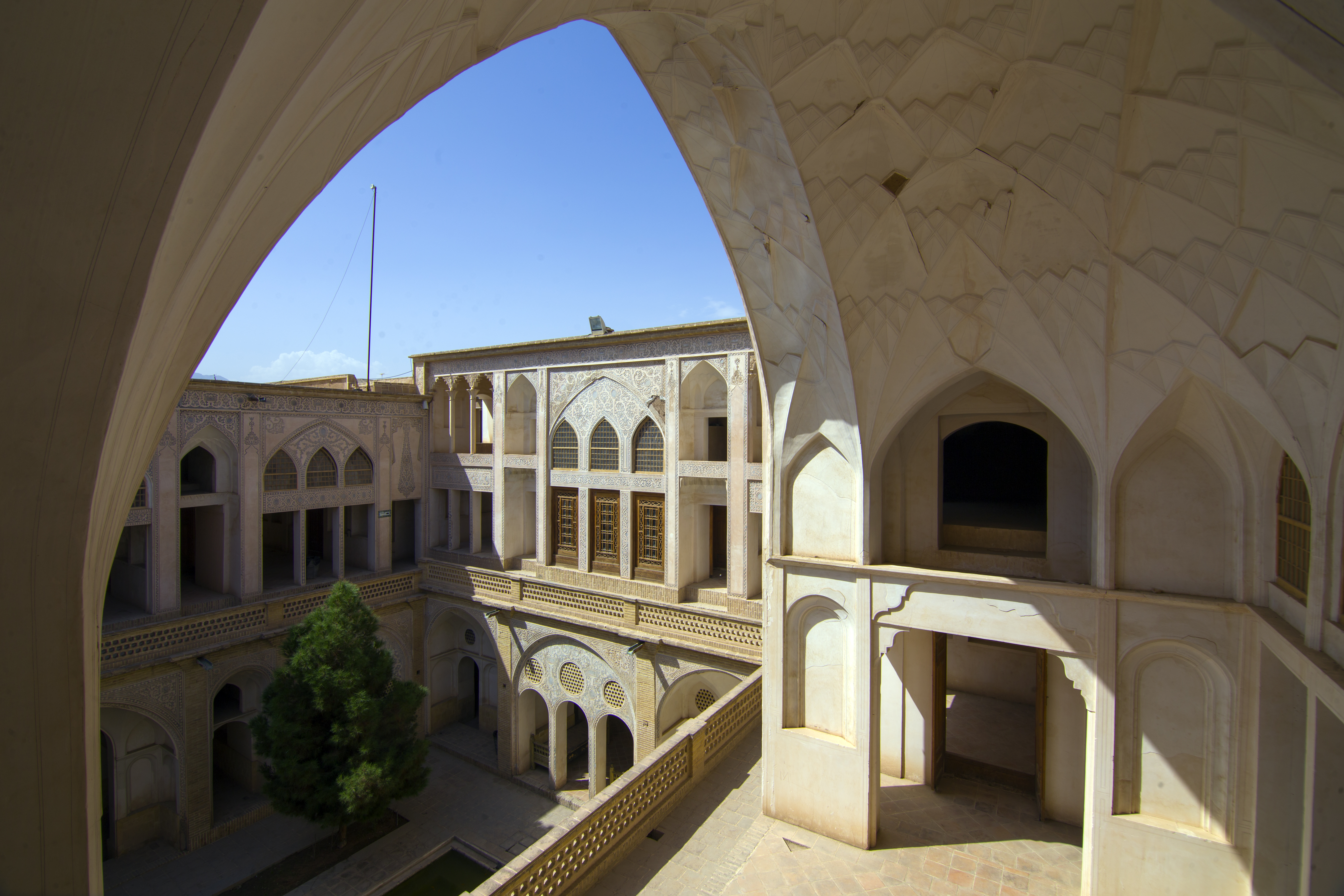
Kilátás a belső udvarok egyikére
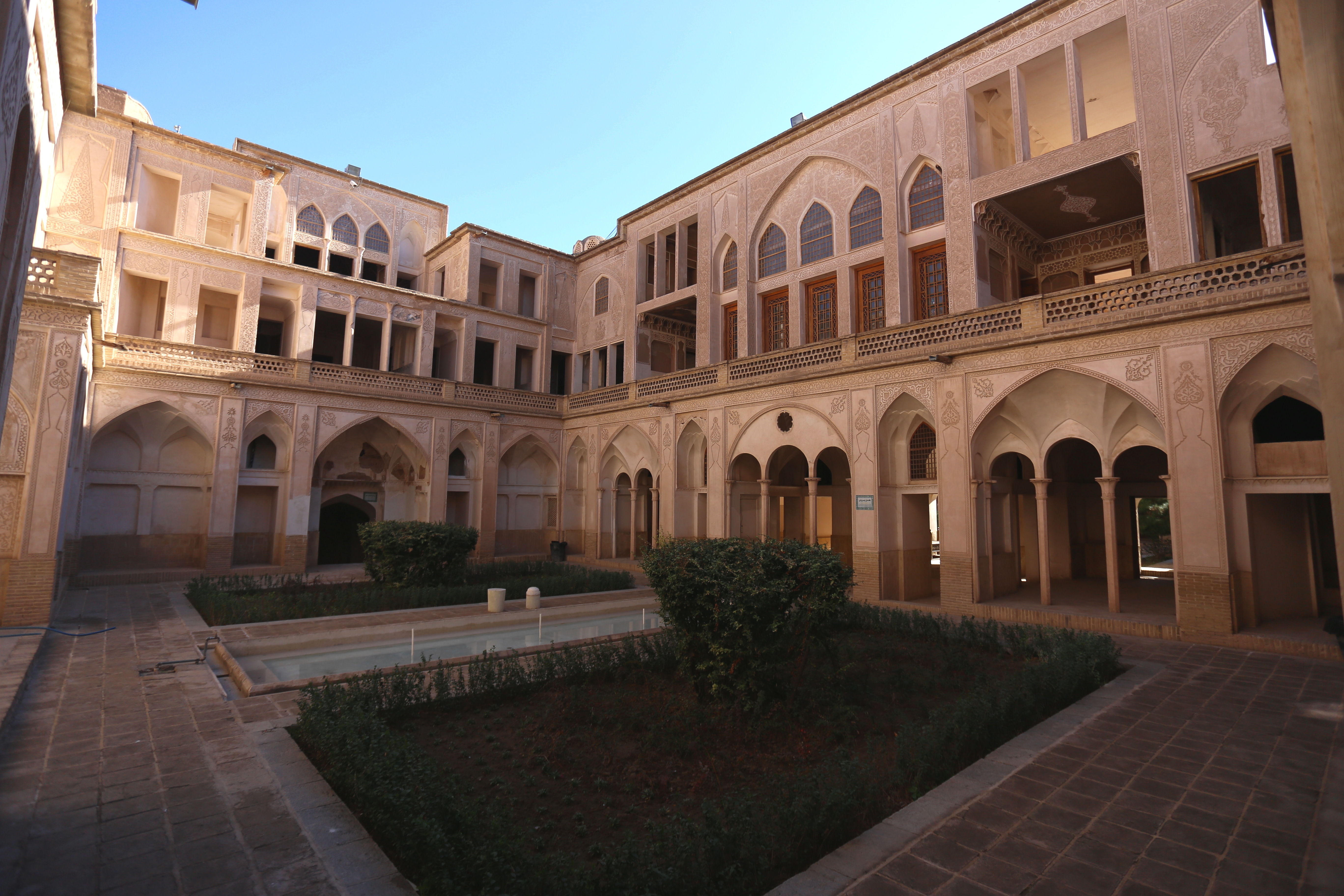
A központi udvar kertje és medencéje
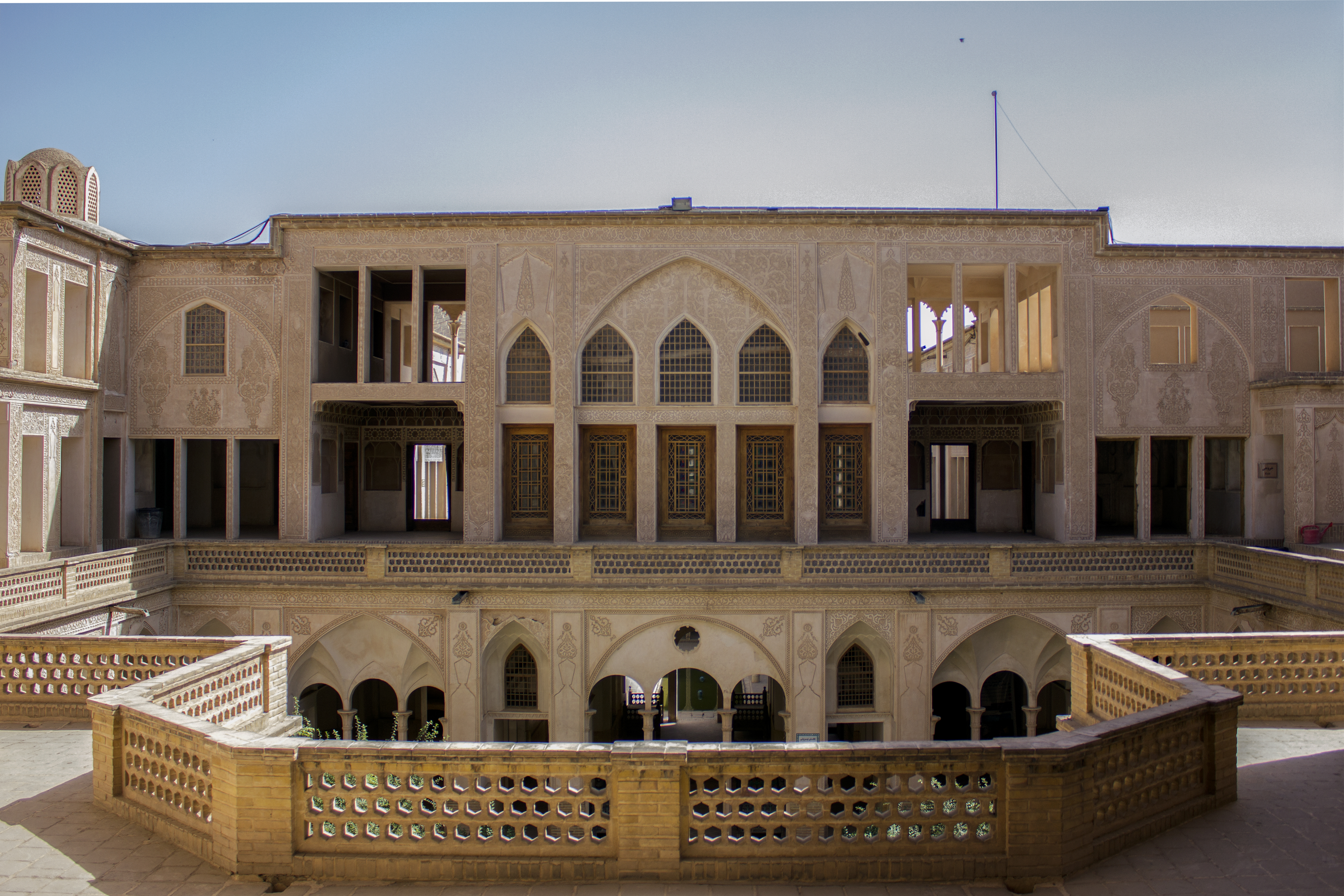
Az egyik emelet külső képe
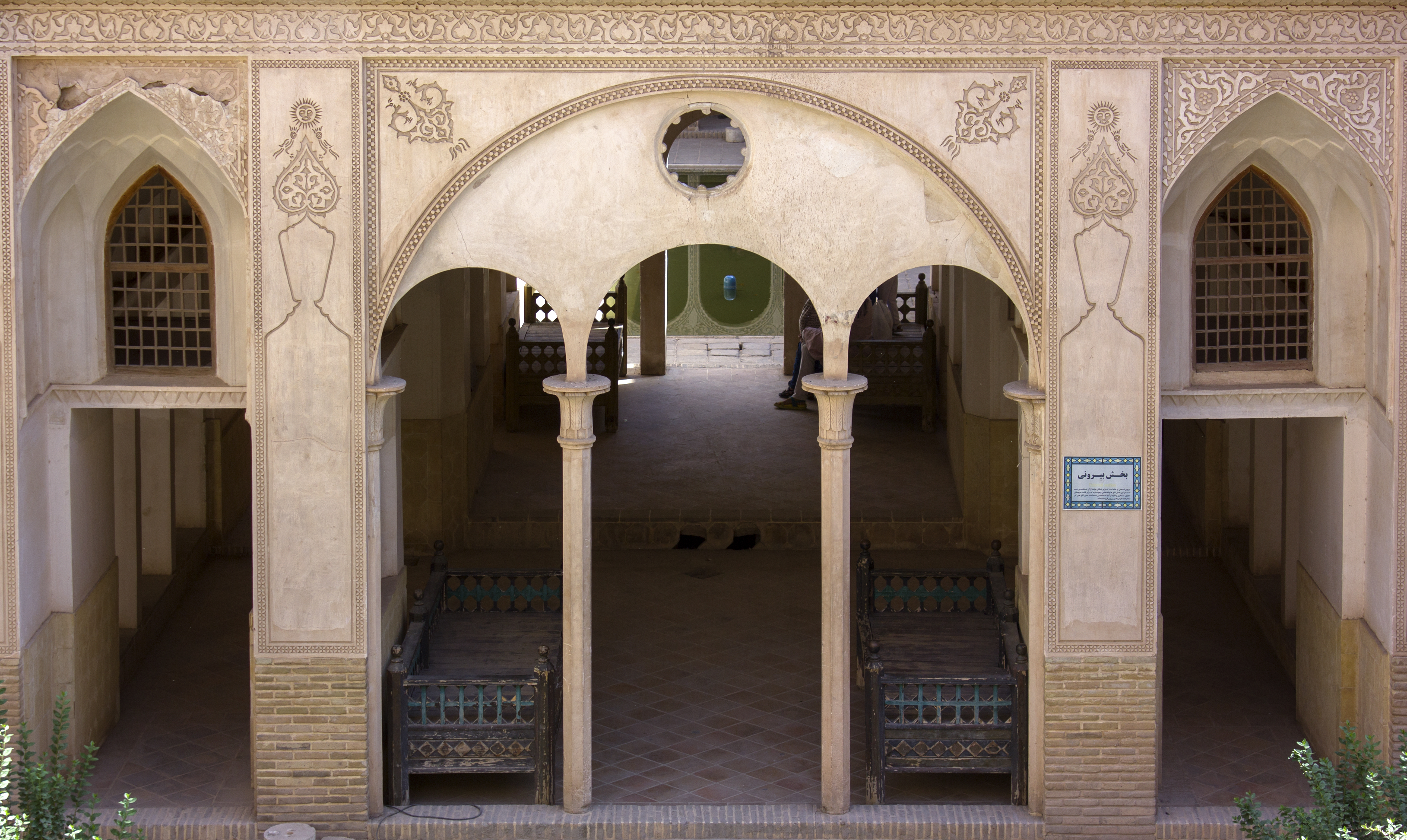
Az egyik alsó szint látképe
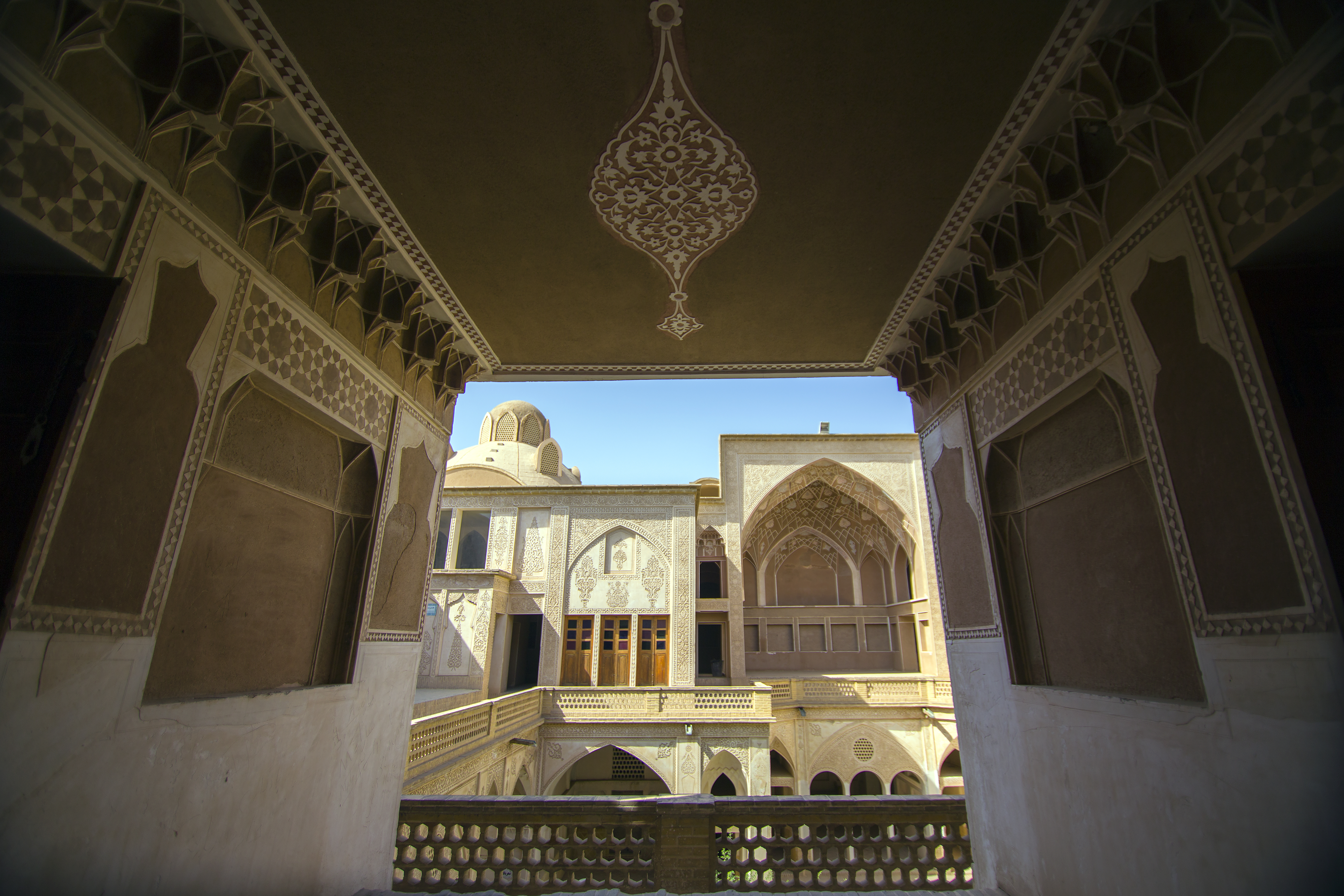
Kilátás a felső szintről

## Fordítás
Ez a szócikk részben vagy egészben  az   Abbāsi House című angol Wikipédia-szócikk ezen változatának fordításán alapul.  Az eredeti cikk szerkesztőit annak laptörténete sorolja fel. Ez a jelzés csupán a megfogalmazás eredetét és a szerzői jogokat jelzi, nem szolgál a cikkben szereplő információk forrásmegjelöléseként.